# Nommo Valles
Le Nommo Valles sono una formazione geologica della superficie di Venere.
Prendono il nome dai Nommo, divinità acquatiche venerate dal popolo dei Dogon.